# Mimiphiastus vivesi
Mimiphiastus vivesi là một loài bọ cánh cứng trong họ Cerambycidae.